# Antarctothoa bathamae
Antarctothoa bathamae is een mosdiertjessoort uit de familie van de Hippothoidae. De wetenschappelijke naam van de soort is voor het eerst geldig gepubliceerd in 1977 door Ryland & Gordon.